# Освајачи олимпијских медаља у атлетици — скок мотком за жене
Дисциплина скок мотком у женској конкуренцији била је први пут на програму атлетских такмичења од Олимпијских игара 2000 у Сиднеју. Освајачице олимпијских медаља у скоку мотком за жене приказане су у следећој табели. Резултати су дати у метрима.
| Дисциплина                  |                                            | Резултат    |                                               | Резултат |                                  | Резултат |
| Сиднеј 2000. детаљи         | Стејси Драгила · Сједињене Америчке Државе | 4,60 ОР     | Татјана Григоријева · Аустралија              | 4,55     | Вала Флосадотир · Исланд         | 4,50     |
| Атина 2004. детаљи          | Јелена Исинбајева · Русија                 | 4,91 ОР     | Светлана Феофанова · Русија                   | 4,75     | Ана Роговска · Пољска            | 4,70     |
| Пекинг 2008. детаљи         | Јелена Исинбајева · Русија                 | 5,05 СР, ОР | Џенифер Стучински · Сједињене Америчке Државе | 4,80     | Светлана Феофанова · Русија      | 4,75     |
| Лондон 2012. детаљи         | Џенифер Сур · Сједињене Америчке Државе    | 4,75        | Јарислеј Силва · Куба                         | 4,75     | Јелена Исинбајева · Русија       | 4,70     |
| Рио де Жанеиро 2016. детаљи | Катерина Стефаниди Грчка                   | 4,85        | Сенди Морис Сједињене Америчке Државе         | 4,85     | Елиза Макартни Нови Зеланд       | 4,80     |
| Токио 2020. детаљи          | Кејти Наџот Сједињене Америчке Државе      | 4,90        | Анжелика Сидорова Русија                      | 4,85     | Холи Бредшо Уједињено Краљевство | 4,85     |
| Париз 2024. детаљи          | Нина Кенеди Аустралија                     | 4,90        | Кејти Мун Сједињене Америчке Државе           | 4,85     | Алиша Њуман Канада               | 4,85     |
| Лос Анђелес 2028.           |                                            |             |                                               |          |                                  |          |

## Биланс медаља скок мотком
Стање после ЛОИ 2024.
| Ранг | Држава                    | Злато | Сребро | Бронза | Укупно |
| ---- | ------------------------- | ----- | ------ | ------ | ------ |
| 1.   | Сједињене Америчке Државе | 3     | 3      | -      | 6      |
| 2.   | Русија                    | 2     | 2      | 2      | 6      |
| 3.   | Аустралија                | 1     | 1      | -      | 2      |
| 4.   | Грчка                     | 1     | -      | -      | 1      |
| 5.   | Куба                      | -     | 1      | -      | 1      |
| 6.   | Исланд                    | -     | -      | 1      | 1      |
| 6.   | Пољска                    | -     | -      | 1      | 1      |
| 6.   | Нови Зеланд               | -     | -      | 1      | 1      |
| 6.   | Уједињено Краљевство      | -     | -      | 1      | 1      |
| 6.   | Канада                    | -     | -      | 1      | 1      |
|      | Укупно 10 земаља          | 6     | 6      | 6      | 18     |